# Canton de Calenzana
Le canton de Calenzana est une ancienne division administrative française, située dans le département de la Haute-Corse et la collectivité territoriale de Corse.

## Géographie
A l'ouest du département, ce canton était organisé autour de Calenzana dans l'arrondissement de Calvi (bleuté sur la carte). Son altitude variait de 0 m pour Calenzana à 2 558 m pour Manso, avec une moyenne de 167 m.

## Histoire
Le canton est supprimé par le décret du 26 février 2014 qui entre en vigueur lors des élections départementales de mars 2015. Il est englobé dans le canton de Calvi.

## Administration

### Conseillers généraux de 1833 à 2015
| Période                                  | Période          | Identité                            | Étiquette                      | Qualité |
| ---------------------------------------- | ---------------- | ----------------------------------- | ------------------------------ | --- |
| 1833                                     | 1845 (décès)     | Joseph Marie Buonacorsi (1761-1845) |                                | Prêtre defroqué, magistrat Maire de Calenzana (1801-1824) Propriétaire à Calenzana                                                                              |
| 1845                                     | 1848             | Joseph Félix Colonna (de) Lecca     |                                | Propriétaire et viticulteur à Lumio |
| 1848                                     | 1855             | Louis Bonaccorsi                    |                                | Propriétaire et avocat à Calenzana |
| 1855                                     | 1871             | Prince Pierre-Napoléon Bonaparte    | Bonapartiste                   | Fils de Lucien Bonaparte, propriétaire à Calenzana Député (1848-1851) Président du Conseil Général (1864-1867) Ancien conseiller général du Canton de Belgodère |
| 1871                                     | 1883             | Antoine Jean Fabiani (1842-1906)    | Républicain                    | Avocat, nommé substitut à Dole |
| 1883                                     | 1889             | Achille Franceschi                  | Républicain                    | Propriétaire, juge de paix à Sermano |
| 1889                                     | 1895             | Antoine Marini                      | Républicain                    | Ancien Procureur de la République, Calenzana |
| 1895                                     | 1905             | Jean-Marie Cruciani (1865-?)        | Républicain                    | Médecin, maire de Calenzana, conseiller d'arrondissement |
| 1906                                     | 1907             | Xavier Marini                       | Républicain                    | Juge suppléant à Calvi |
| 1907                                     | 1913             | Antoine Fabiani                     | Rad.                           | Fondé de pouvoirs du receveur des finances de Calvi |
| 1913                                     | 1940             | Raoul Fabiani (1881-1958)           | Parti républicain démocratique | Juge au tribunal de Sousse (Tunisie) |
|                                          |                  |                                     |                                | |
| 1945                                     | 1951             | Raoul Fabiani                       | DVD                            | Magistrat retraité, Calenzana |
| 1951                                     | 1958             | M. Marini                           | DVD                            | |
| 1958                                     | 1970             | Albert Franceschi                   | Rad.                           | Magistrat |
| 1970                                     | 1972 (décès)     | Jérôme Seïté (1919-1972)            | DVD                            | Inspecteur général de l'enseignement supérieur Maire de Galéria[Quand ?]                                                                                        |
| 1972                                     | 1976 (démission) | Philippe Rossi                      | Rad. puis MRG                  | Maire de Montegrosso |
| 1976                                     | 1982             | M. Pinelli                          | DVD                            | |
| 1982                                     | 2001             | Jacques Innocent Santelli           | RPR                            | Entrepreneur Maire de Zilia (1977-2020) |
| 2001                                     | 2008             | Joseph Emmanuelli                   | PRG                            | Directeur de banque Maire de Montegrosso (1983-2020) |
| 2008                                     | 2015             | Pierre Guidoni                      | Groupe Démocrate DVD           | Commerçant Maire de Calenzana depuis 2001 |
| Les données manquantes sont à compléter. |                  |                                     |                                | |

### Conseillers d'arrondissement du canton de Calenzana (de 1833 à 1940)
Le canton de Calenzana avait deux conseillers d'arrondissement.
| Période                                  | Période | Identité                   | Étiquette   | Qualité |
| ---------------------------------------- | ------- | -------------------------- | ----------- | --- |
| 1833                                     | 1839    | Marino Marini (1804-1870)  |             | Avocat, propriétaire à Calenzana                                                                            |
| 1833                                     | 1839    | Nicolas Marini (1769-1840) |             | Propriétaire à Calenzana                                                                                    |
|                                          |         |                            |             | |
| 1845                                     | 1852    | Joseph Colonna-Leca        |             | Propriétaire à Lumio                                                                                        |
| 1845                                     | 1852    | Christophe Renucoli        |             | |
| 1852                                     | 1861    | Louis Grisoni              |             | |
| 1852                                     | 1861    | Pierre Capifali            |             | Juge de paix                                                                                                |
| 1861                                     |         | Pomponius Guidoni          |             | Médecin, Calenzana                                                                                          |
| 1861                                     |         | Xavier Marini (1802-1883)  |             | Avocat, maire de Calenzana                                                                                  |
|                                          |         |                            |             | |
| avant 1877                               |         | Jean-Baptiste Ambrosini    |             | Maire de Moncale, juge de paix du canton                                                                    |
|                                          |         |                            |             | |
| 1892                                     |         | Jean-Marie Cruciani        | Républicain | Médecin, maire de Calenzana                                                                                 |
| 1892                                     |         | Jacques François Andréani  |             | Propriétaire à Zilia                                                                                        |
| 1895                                     |         | M. Capifali                | Républicain | |
|                                          |         |                            |             | |
| 1913                                     | 1919    | M. Villanova               |             | |
| 1910                                     | 1919    | M. Capifali                | PRS         | |
| 1919                                     | 1928    | Mathieu Buttafoghi         |             | Cultivateur et berger à Calenzana                                                                           |
| 1919                                     | 1922    | Sauveur Bianconi           |             | Agriculteur à Calenzana                                                                                     |
| 1922                                     | 1934    | Joseph Garini              |             | |
| 1928                                     | 1940    | Sauveur Bianconi           | Landryste   | Agriculteur à Calenzana                                                                                     |
| 1934                                     | 1940    | Jean Spinosi               | Landryste   | |
| 1940                                     |         |                            |             | Les conseils d'arrondissement ont été suspendus par la loi du 12 octobre 1940 et n'ont jamais été réactivés |
| Les données manquantes sont à compléter. |         |                            |             | |

## Composition
| Communes    | Population (2012) | Code postal | Code Insee |
| ----------- | ----------------- | ----------- | ---------- |
| Calenzana   | 1 722             | 20214       | 2B049      |
| Galéria     | 302               | 20245       | 2B121      |
| Manso       | 106               | 20245       | 2B153      |
| Moncale     | 201               | 20214       | 2B165      |
| Montegrosso | 354               | 20214       | 2B167      |
| Zilia       | 212               | 20214       | 2B361      |

## Démographie
| 1962  | 1968  | 1975  | 1982  | 1990  | 1999  | 2006  | 2011  | 2012  |
| ----- | ----- | ----- | ----- | ----- | ----- | ----- | ----- | ----- |
| 2 349 | 2 269 | 2 552 | 2 836 | 2 652 | 2 897 | 3 043 | 3 721 | 3 769 |